# Pårup
Pårup is een plaats in de Deense regio Midden-Jutland, gemeente Ikast-Brande, en telt 217 inwoners (2008).